# Myxoparaphysella cocoës
Myxoparaphysella cocoës är en svampart som beskrevs av Caball. 1941. Myxoparaphysella cocoës ingår i släktet Myxoparaphysella, divisionen sporsäcksvampar och riket svampar.   Inga underarter finns listade i Catalogue of Life.